# Felsőpulyai járás
A Felsőpulyai járás (németül Bezirk Oberpullendorf) Ausztriában, Burgenland tartomány középső részen helyezkedik el.

## Fekvése
Északnyugatról a Nagymartoni járás (Burgenland), északkeletről Győr-Moson-Sopron vármegye (Magyarország), délkeletről Vas vármegye (Magyarország), délnyugatról a Felsőőri járás (Burgenland), nyugatról a Bécsújhely-vidéke járás (Bezirk Wiener Neustadt-Land, Alsó-Ausztria) határolja.

## Története
A trianoni békeszerződésig Sopron vármegyéhez tartozott, majd Ausztriához került.

## Népesség
A járás a burgenlandi horvátok központja.
A járás magyarságának 60%-a Felsőpulyán lakik.

## Települések
| Város (Stadt) - Felsőpulya (Oberpullendorf) - Középpulya (Mitterpullendorf) Mezőváros (Marktgemeinde) - Csáva (Stoob) - Doborján (Raiding) - Haracsony (Horitschon) - Alsópéterfa (Unterpetersdorf) - Kabold (Kobersdorf) - Felsőpéterfa (Oberpetersdorf) - Kishársfalva (Lindgraben) - Léka (Lockenhaus) - Hámortó (Hammerteich) - Hosszúszeg (Langeck im Burgenland) - Hosszúszeghuta (Glashütten bei Langeck im Burgenland) - Kisostoros (Hochstraß) - Locsmánd (Lutzmannsburg) - Répcemicske (Strebersdorf) - Lók (Unterfrauenhaid) - Répcekőhalom-Dérföld (Steinberg-Dörfl) - Dérföld (Dörfl) - Répcekőhalom (Steinberg) - Sopronkeresztúr (Deutschkreutz) - Küllő (Girm) - Sopronnyék (Neckenmarkt) - Hasfalva (Haschendorf) - Sopronszentmárton (Markt Sankt Martin) - Lánzsér (Landsee) - Lánzsérújfalu (Neudorf bei Landsee) - Virány (Blumau) - Vámosderecske (Draßmarkt) - Felsőrámóc (Oberrabnitz) - Répcekároly (Karl) - Veperd (Weppersdorf) - Csóronfalva (Tschurndorf) - Mészverem (Kalkgruben) | Község (Gemeinde) - Alsórámóc-Répcefő (Unterrabnitz-Schwendgraben) - Alsórámóc (Unterrabnitz) - Répcefő (Schwendgraben) - Borosd (Weingraben) - Császárfalu (Kaisersdorf) - Felsőlászló (Oberloisdorf) - Füles (Nikitsch) - Gyirót (Kroatisch Geresdorf) - Malomháza (Kroatisch Minihof) - Lakfalva (Lackendorf) - Lakompak (Lackenbach) - Pörgölény (Pilgersdorf) - Kőpatak (Steinbach im Burgenland) - Kúpfalva (Kogl im Burgenland) - Lantosfalva (Bubendorf im Burgenland) - Létér (Lebenbrunn) - Németgyirót (Deutsch Gerisdorf) - Salamonfalva (Salmannsdorf) - Récény (Ritzing) - Répcebónya (Piringsdorf) - Répcekethely (Mannersdorf an der Rabnitz) - Alsólászló (Unterloisdorf) - Borsmonostor (Klostermarienberg) - Rendek (Liebing) - Rőtfalva (Rattersdorf) - Répcesarud-Alsópulya (Frankenau-Unterpullendorf) - Alsópulya (Unterpullendorf) - Pervány (Kleinmutschen) - Répcesarud (Frankenau) - Sopronudvard (Großmutschen) - Sopronújlak (Neutal) - Szabadbáránd (Großwarasdorf) - Borisfalva (Kleinwarasdorf) - Langató (Langental) - Ligvánd (Nebersdorf) |